# Gropen, Småland
Gropen är en sjö i Eksjö kommun i Småland och ingår i Emåns huvudavrinningsområde.